# (30847) Lampert
(30847) Lampert est un astéroïde de la ceinture principale.

## Description
(30847) Lampert est un astéroïde de la ceinture principale. Il fut découvert le 13 septembre 1991 à Tautenburg par Lutz Dieter Schmadel et Freimut Börngen. Il présente une orbite caractérisée par un demi-grand axe de 3,00 UA, une excentricité de 0,10 et une inclinaison de 10,9° par rapport à l'écliptique.

## Compléments